# Mírame a los ojos
Mírame a los ojos: Mi vida con el Síndrome de Asperger es un libro escrito por John Elder Robison, en el que el autor relata con forma de crónica su vida con síndrome de Asperger y sus años duros mientras crecía. Figura en la New York Times Best Seller list (Lista de los más Vendidos del New York Times).

## Historia
Publicado bajo el sello de Crown de Random House en 2007, Mírame a los ojos describe cómo Robison creció como un inadaptado social en los años 60, época en la que el diagnóstico de Síndrome de Asperger no existía en Estados Unidos. El libro describe cómo Robison aprendió a encajar, sin saber realmente por qué era diferente. En ocasiones, su irresponsable y agresivo padre y su levemente trastornada madre hacían su situación aún más complicada. Tras abandonar los estudios, sintió una fascinación repentina por la ingeniería de sonido y la electrónica. Su gran interés lo condujo a elegir carreras profesionales inusuales, entre las que se encuentran el tiempo que pasó en la compañía de sonido de Pink Floyd, crear efectos especiales para la banda Kiss, diseñar juegos y juguetes electrónicos para Microvision y empezar su propio negocio de reparación y restauración de coches de lujo. Finalmente, Robison se enteró de que tenía Síndrome de Asperger en 1996, a la edad de 39 años, y este descubrimiento transformó su vida. Fue presentado al público, en un principio, a través de las memorias de su hermano, Augusten Burroughs, Recortes de mi vida</ref>. Escribió Mírame a los ojos a modo de perspectiva personal de su familia y de su vida en 2006, tras la muerte de su padre.

## Ediciones publicadas
Look Me in the Eye se publicó originalmente en Estados Unidos, con tapa rígida, bajo el sello Crown de Random House. El libro está disponible también en formato audiolibro de Random House (Random House Audiobook), con la versión abreviada narrada por el mismo Robison. La edición de bolsillo fue publicó en Three Rivers Press, en septiembre de 2008. Random House publicó y distribuyó Look Me in the Eye también en Canadá, Australia y Nueva Zelanda. La edición de Reino Unido está disponible en Ebury Books.
En 2008 se publicaron ediciones en lengua extranjera en Italia y Francia. El libro no fue publicado en España hasta el año 2017, traducido por Silvia Moreno.
- Edición portuguesa: Olhe Nos Meus Olhos - Minha vida com un Sindrome de Asperger, Larousse, mayo de 2008.[8]
- Edición alemana: Schau mich un! Mein Leben mit Asperger, Fackelträger Verlag, septiembre de 2008.[9]
- Edición española: Mírame a los ojos: Mi vida con Síndrome de Asperger, Capitán Swing, octubre de 2017.[7]